# Сенница (приток Осетра)
Сенница — река в Московской области России, левый приток Осетра.
Протекает в северо-восточном направлении по территории городского округа Озёры в живописной глубокой долине среди светлых берёзовых лесов. Длина — 13 км.
Берёт начало у деревни Старое, впадает в Осётр ниже села Спас-Дощатый городского округа Зарайск.
Питание в основном происходит за счёт талых снеговых вод. Замерзает в середине ноября, вскрывается в середине апреля:7—8.
На реке расположены населённые пункты Старое, Клинское, Сенницы-1, Сенницы-2, Кудрино и Болобново.